# Nationalpark Fertő-Hanság
Der Nationalpark Fertő-Hanság (ungarisch Fertő-Hanság Nemzeti Park) ist ein Schutzgebiet in Ungarn. Es wurde 1991 ausgewiesen und ist 237,44 km² groß. Der Nationalpark Fertő-Hanság bildet zusammen mit dem österreichischen Nationalpark Neusiedler See-Seewinkel die grenzüberschreitende Kulturlandschaft Fertő/Neusiedler See.